# سی‌میتسا
سی‌میتسا (انگلیسی: Seymitsa) یک شهرک در بخش پروخوروفسکی استان بلگورود کشور روسیه است.